# Lago Melkoe
Il lago Melkoe (in russo Мелкое озеро, Melkoe ozero?) è un lago della Russia siberiana settentrionale (Territorio di Krasnojarsk).

## Geografia
Occupa una superficie di 270 km², in una larga valle nel versante nordoccidentale dell'altopiano Putorana, nel bacino idrografico del fiume Pjasina. Il lago Melkoe è collegato al lago Lama (tramite il piccolo fiume omonimo) e al lago Glubokoe attraverso la Glubokaja. A breve distanza dalle sue sponde sorgono le importanti città minerarie di Noril'sk e Talnach.
A causa del clima, le acque del lago sono gelate nel periodo che va da ottobre ai primi di giugno.